# Marthe Gautier

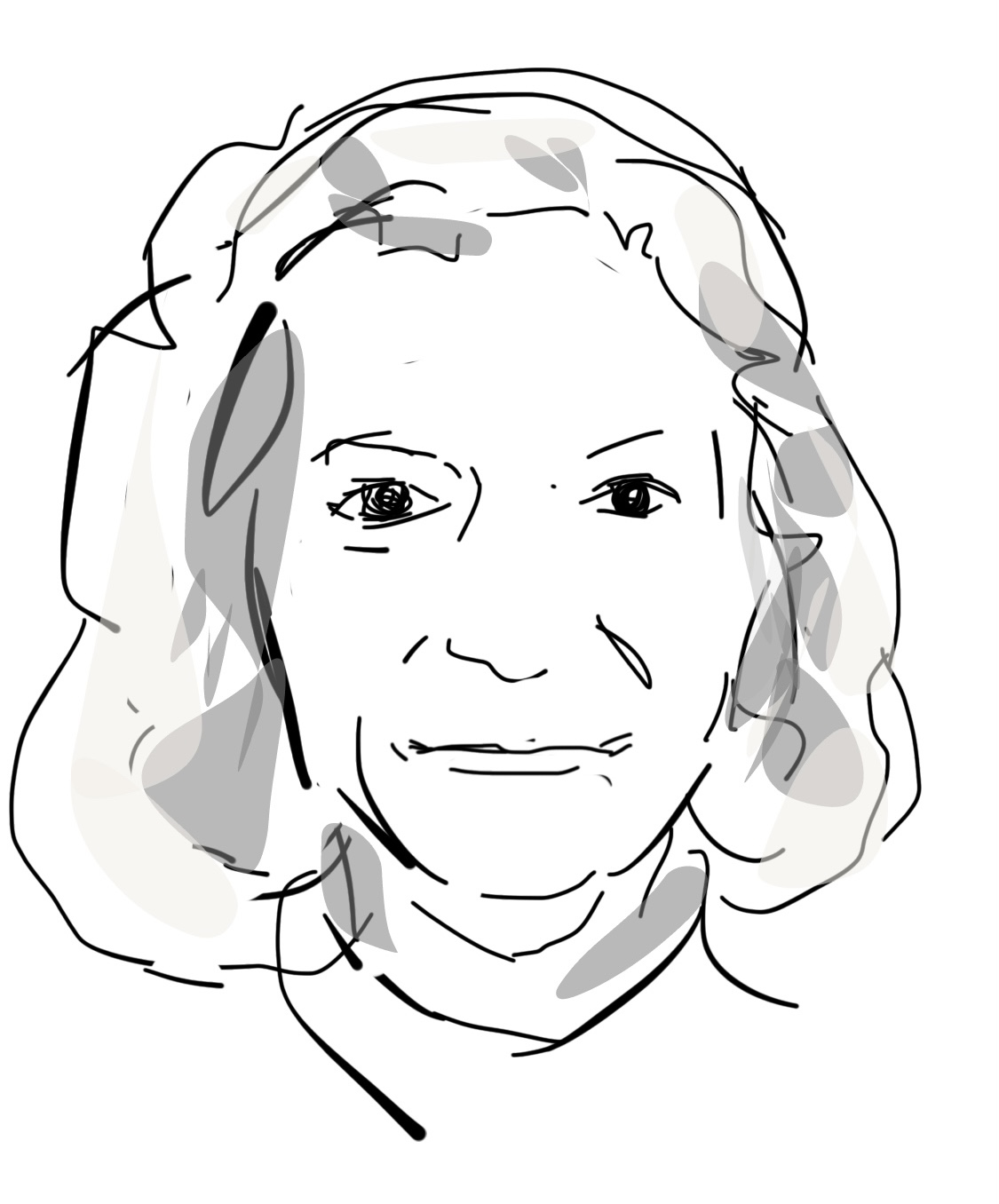
Marthe Gautier

Marthe Monique Valentine Gautier (Montenils, 10 settembre 1925 – Meaux, 30 aprile 2022) è stata una cardiologa e pediatra francese, nota per il suo ruolo importante nella scoperta, nel 1959, del cromosoma soprannumerario responsabile della Sindrome di Down, conosciuta anche con il nome di trisomia 21, in collaborazione con Jérôme Lejeune e Raymond Turpin, direttore del laboratorio.

## Formazione
Marthe Gautier scoprì la sua vocazione per la pediatria in giovane età. Nel 1942 si unì alla sorella Paulette che stava per completare gli studi di medicina a Parigi con l'intenzione di diventare una pediatra. Dopo aver superato l'esame di ammissione del "Internat des Hôpitaux de Paris", trascorse i successivi quattro anni come interna acquisendo esperienza clinica in pediatria.
Nel 1955 discusse la sua tesi in cardiologia pediatrica sotto la direzione di Robert Debré. Essa era incentrata sullo studio della patologia clinica e anatomica delle forme mortali di febbre reumatica (endocardite reumatica) causata da infezione da streptococco.
Robert Debré, in quel momento responsabile della pediatria in Francia, offrì a Gautier una borsa di studio per un anno presso la Harvard University, al fine di acquisire conoscenze in cardiologia pediatrica con due obiettivi principali. Il primo era quello di sradicare la febbre reumatica, tramite la penicillina; il secondo era quello di creare un dipartimento per la diagnosi e la chirurgia delle cardiopatie congenite per i neonati e bambini piccoli.
Nel settembre del 1955 Gautier partì per Boston accompagnata da Jean Alcardi e Jacques Couvreur, entrambi studiosi a Fulbright, e i tre divennero i primi interni del Hôpitaux de Paris a cui venivano assegnate delle borse di studio per gli Stati Uniti. Ad Harvard, uno dei compiti del suo tirocinio doveva essere addestrarsi come tecnici di laboratorio lavorando su colture cellulari. Oltre ai due obiettivi che erano stati fissati inizialmente, Gautier lavorò anche in un laboratorio di coltura cellulare per ottenere colture in vitro di fibroblasti a partire da frammenti di aorta.
Dopo un anno a Boston, Gautier fece ritorno a Parigi. Nel frattempo il suo lavoro al servizio in cardiologia pediatrica presso l'Ospedale Bicêtre a Parigi era stato dato ad un collega durante la sua assenza. Tuttavia, apprese che vi era una posizione disponibile presso l'Ospedale Trousseau, nella squadra di Raymond Turpin.
Le ricerche di Turpin si concentravano sulle sindromi polimalformativa, di cui la più comune è la trisomia, caratterizzata da ritardo mentale e anomalie morfologiche. Al momento, Turpin favoriva l'ipotesi di una origine cromosomica della trisomia ma non c'era laboratorio per colture cellulari in Francia e il numero di cromosomi umani era stato stimato in 48, ma senza alcuna certezza.

## La sindrome di Down

### Colture cellulari di laboratorio
Nel 1956, i biologi dell'Università di Lund in Svezia annunciarono che gli esseri umani avevano esattamente 46 cromosomi. Turpin aveva molti anni prima proposto l'idea di coltura di cellule per contare il numero di cromosomi nella trisomia. Gautier, grazie alle sue esperienze negli Stati Uniti, si offrì per questo compito, essendo la sola capace di farlo. Turpin accettò di fornire campioni di tessuto da pazienti con sindrome di Down. Nonostante le risorse molto limitate, Gautier riuscì a istituire il primo laboratorio in vitro di colture cellulari in Francia.
Per contare i cromosomi, Gautier lavorò sui fibroblasti derivati dal tessuto connettivo, che erano facili da ottenere in anestesia locale. Anche se il principio di coltura cellulare è semplice, vi sono stati molti ostacoli pratici per realizzarla al tempo di Gautier, che fu costretta ad utilizzare un prestito personale per l'acquisto di vetreria di laboratorio e, a volte, il proprio sangue come fonte di siero umano. La ricercatrice usò il metodo "shock ipotonico" seguito da essiccamento del vetrino dopo il collegamento al fine di disperdere i cromosomi delle cellule in divisione e renderli più facili da contare.
Usando questo protocollo, Gautier scoprì che le cellule dei bambini normali hanno 46 cromosomi. Nel maggio del 1958, osservò un cromosoma supplementare nelle cellule di un ragazzo trisomico, la prima evidenza di anomalie cromosomiche in individui con sindrome di Down.

### Annuncio dei risultati
A quel tempo, i laboratori dell'ospedale Armand-Trousseau non avevano un microscopio in grado di catturare le immagini. Gautier affidò il compito a Jérôme Lejeune di scattare le foto in un altro laboratorio meglio attrezzato. Nell'agosto 1958 le fotografie che identificavano il cromosoma soprannumerario nei pazienti con sindrome di Down erano state ottenute. Lejeune annuncia solo la scoperta durante un seminario di genetica presso l'Università di McGill nell'ottobre del 1958.
Nel gennaio del 1959, studiando nuovi casi e per prevenire ricerche analoghe, il laboratorio Trousseau annunciò i risultati delle analisi delle fotografie attraverso un documento pubblicato con Lejeune come primo autore, Gautier secondo (il suo cognome era anche scritto male) e Turpin come ultimo autore.
La squadra Turpin identificò la prima traslocazione e la prima eliminazione cromosomica, con conseguente pubblicazioni co-firmate da Gautier.

### Attribuzione della scoperta
Nel mese di aprile 1960, la condizione fu chiamata trisomia 21. A partire dal 1970 la Fondazione Lejeune ha iniziato a promuovere la scoperta come opera unica di Leujeune, omettendo i coautori. Gautier raccontò come era stata messa da parte da Turpin e da Lejeune che invece rivendicavano la scoperta. Consapevole di essere stata manipolata, Gautier decise di abbandonare lo studio della trisomia 21 e di tornare a prendersi cura dei bambini affetti da cardiopatie.
Marthe Gautier fu vittima dell'effetto Matilda. Nel novembre 2013 la ricercatrice presenta ricorso presso il comitato di etica dell'Institut national de la santé et de la recherche médicale (INSERM) che ha riconosciuto il ruolo significato di Marthe Gautier nella scoperta della Trisomia 21. Nel documento pubblicato il 14 settembre 2014 si dice espressamente: "Dato il contesto al momento della scoperta del cromosoma soprannumerario, la quota di Jérôme Lejeune in questo, è improbabile che sia stato preponderante, tranne che per dare credito alla formazione delle persone, (qui Marthe Gautier), nell'acquisizione della competenza (qui coltura cellulare), a fortiori se associata a un soggiorno fuori dalla Francia (qui negli Stati Uniti)."

## Carriera medica
Dopo la scoperta della trisomia, Gautier lasciò il gruppo di Turpin e prese una posizione nella sanità pubblica per dedicarsi alla cardiologia pediatrica. Nel 2016 crea presso l'ospedale Kremlin-Bicêtre il Dipartimento di Anatomia Patologica delle Malattie Epatiche dell'Infanzia. Rapidamente crea anche un laboratorio per la coltura di tessuti per lo studio di fibroblasti ed epatociti. In collaborazione con i colleghi Renée Habib e Le Tan Vin scopre l'origine dell'ittero dei neonati, sia nelle cellule epatiche che nelle vie biliari. Partecipa così all'individuazione di quella che verrà chiamata sindrome di Alagille, con i suoi componenti delle vie biliari e delle arterie polmonari anormali, sindrome da malfunzionamento congenito. Successivamente divenne Maestro di ricerca presso l'Institut national de la santé et de la recherche médicale. Gautier si è ritirata nel 2014, dopo 68 anni di attività.
Marthe Gautier è morta all'età di 96 anni, sabato 30 aprile 2022.